# يحيى السعود
يحيى محمد محمود السعود (17 يوليو 1965 – 3 نوفمبر 2020) هو محامٍ وسياسي أردني، كان عضوًا في ثلاث دورات للمجلس النيابي الأردني (السادس عشر، والسابع عشر، والثامن عشر)، ورئيسًا للجنة فلسطين فيه، ومرشحًا في الانتخابات النيابية الأردنية 2020، كما كان عضوًا في مجلس أمانة عمان الكبرى، ورئيس الهيئة الإدارية لحزب الوسط الإسلامي. تُوفي في 3 نوفمبر 2020 نتيجة حادث سيارة على الطريق الصحراوي الأردني.

## الحياة المهنية

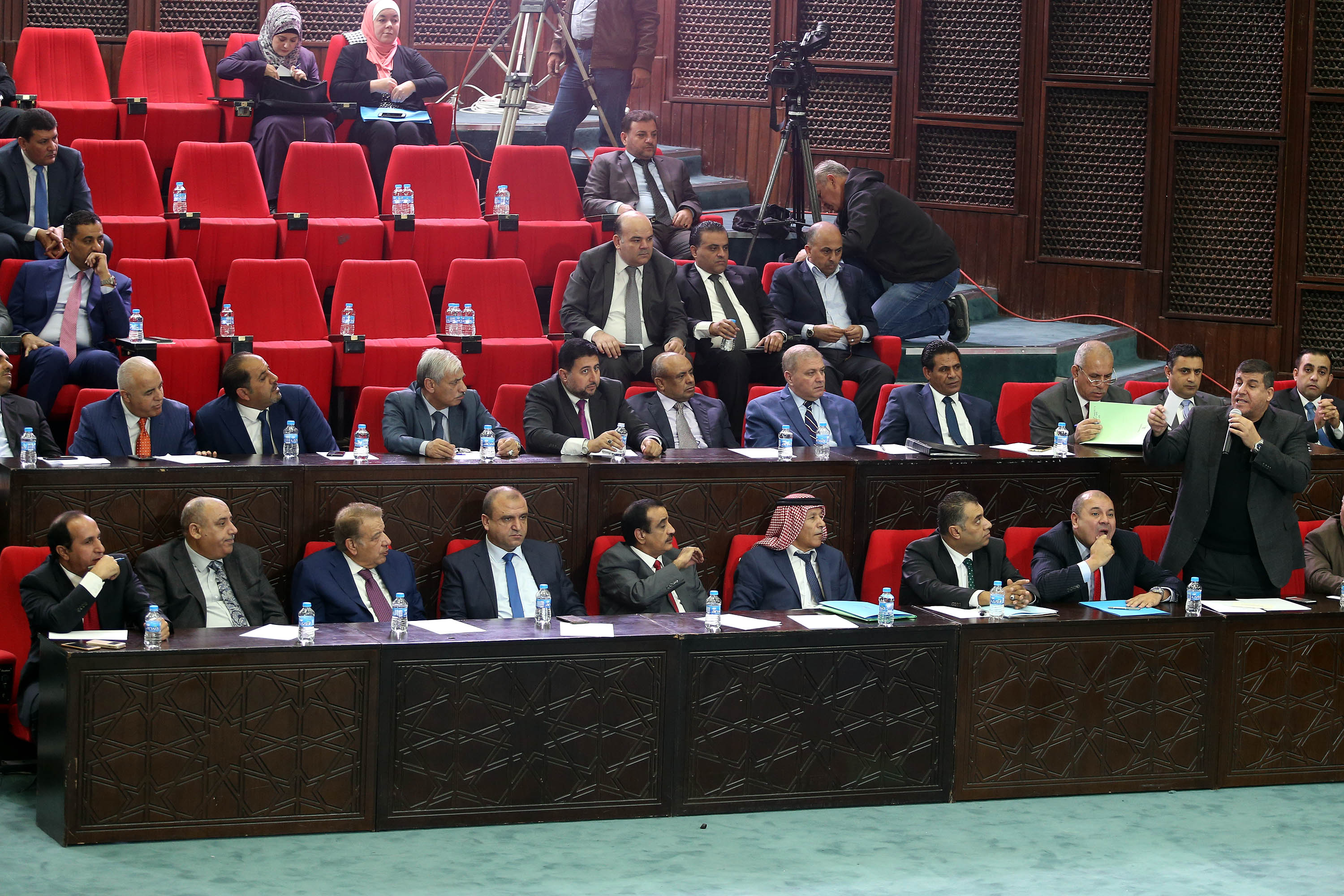
النائب يحيى السعود يتحدث في جلسة مجلس النواب الأردني بخصوص حادثة سيول البحر الميت، 5 نوفمبر 2018.

حمل يحيى السعود شهادة ماجستير في القانون وكان عضوًا في نقابة المحامين الاردنيين، عمل في أمانة عمان الكبرى في التسعينيات وحظي بشعبية كبيرة بين العاملين فيها. ترشّح لانتخابات الأمانة وفاز بها وكان عضوًا في مجلس الأمانة أكثر من مرة. وسع علاقاته ومعارفه، وازدادت شعبيته في أوائل العقد الأول من القرن الحادي والعشرين. برز على الساحة السياسية ودعمه أبناء منطقته، ترشّح لأول مرة في الانتخابات النيابية الأردنية في انتخابات عام 2010، كان يحظى بشعبية بين أهل منطقته وكان يجلس معهم أغلب الأوقات، حصد حينها 3618 صوت. في انتخابات عام 2016، نال السعود مع قائمته 7204 أصوات. تولى رئاسة لجنة فلسطين البرلمانية عدة مرات.
اشتهر السعود بمواقفه العديدة في البرلمان والتي أثارت الرأي العام بالمزاح وخفة الظل تارةً وبالجدية تارةً أخرى. عُرِف بعصبيته، دافع بغطرسة عن مواقفه السياسية العنيفة، وأثار غضب المعارضة. كانت إحدى أشهر المشادات الكلامية التي دخل بها النائب هي جلسة نواب 3 ديسمبر 2014، حيث قاطعته النائبة هند الفايز أثناء حديثه في الجلسة عدة مرات، حثها يحيى على الجلوس قائلاً: «اقعدي يا هند». انتشرت هذه العبارة عبر وسائل التواصل الاجتماعي بطريقة ضخمة، مما جعل كلماتهم تتصدر صفحات تويتر وفيسبوك العرب في ذلك الوقت.
في 2 يونيو 2018، دعا السعود عضو الكنيست الإسرائيلي أورن حزان للقتال على جسر الملك حسين بعد شتم أورن للأردن، وقبل القتال بدوره، لكن لم يحدث ذلك بسبب مشاكل أمنية عند الجسر، حيث طلب رئيس الحكومة بنيامين نتنياهو تأجيل اللقاء حتى موعد آخر. أيّد السعود المعارضة الفلسطينية ودعم القضية الفلسطينية ولم يعارض اتفاق الغاز وعارض بشدة إتفاقية وادي عربة، طالب بإغلاق الخمارات في عمّان. صوّت على منح الثقة في حكومة سمير الرفاعي، كما أعطى الثقة لحكومة معروف البخيت، لكنه حجب الثقة عن حكومة عون الخصاونة.

### مناصب
فيما يلي الوظائف والمناصب التي شغلها يحيى السعود في حياته:
- رئيس الهيئة الإدارية لحزب الوسط الإسلامي فرع عمّان.
- رئيس لجنة فلسطين النيابية.
- عضو مجلس أمانة عمّان الكبرى لمنطقة اليرموك.
- عضو مجلس أمانة عمّان الكبرى لمنطقة المدينة.
- رئيس مجلس إدارة رابطة أهالي حي الطفايلة.
- الرئيس الفخري لنادي جعفر الطيار.
- رئيس لجنة رعاية مسجد الراشدين.
- رئيس اللجنة القانونية في أمانة عمّان.
- رئيس فخري لنادي عمية الطفيلة الرياضي.
- رئيس الاتحاد الأردني لبناء الأجسام.
- نائب رئيس لجنة وقف مسجد أبو درويش.
- الرئيس الفخري لملتقى الطفيلة الثقافي.
- رئيس اللجنة الشعبية لتطوير وتحديث حي الطفايلة.

## وفاته

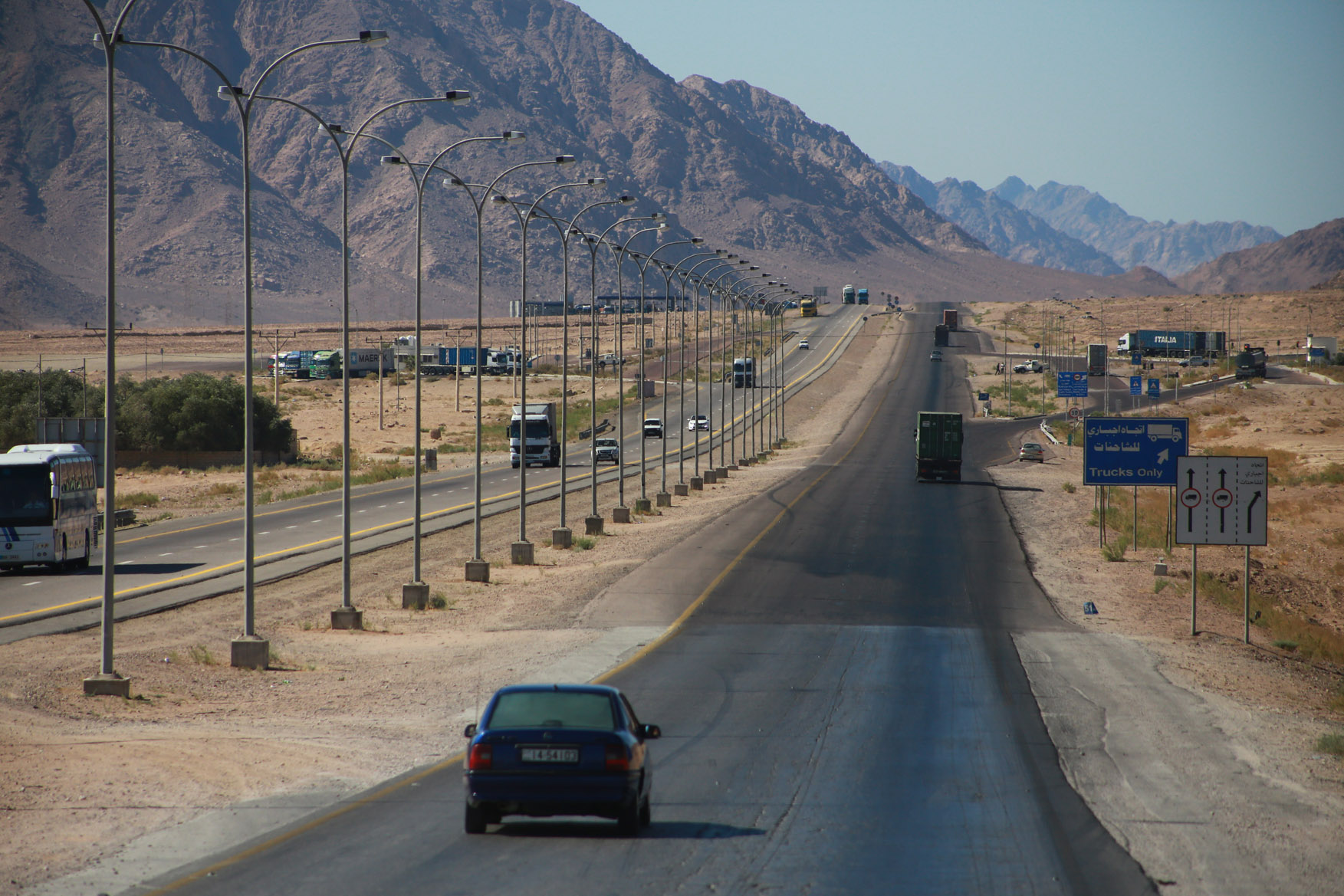
الطريق الصحراوي في الأردن.

توفي السعود مساء الثلاثاء 3 نوفمبر 2020، إثر حادث مروري مرّوع على الطريق الصحراوي في منطقة سواقة جنوب محافظة العاصمة. كان قد توفي عمه صباح اليوم نفسه، وعلى ذلك توّجه للطفيلة لتأدية العزاء، وفي طريق عودته إلى عمّان تعرض للحادث. كان برفقته شقيقه عمر ونجليه عز الدين ومحمد، نقله الدفاع المدني إلى مستشفى الأمير علي بن الحسين العسكري، إلا أنه كان قد فارق الحياة، توفي شقيقه كذلك وأصيب نجليه إصابات متوسطة.

### الجنازة
كانت الجنازة ظهر يوم الأربعاء 4 نوفمبر، حضر الجنازة حشد كبير من الأردنيين، شيّع جثماني يحيى السعود وشقيقه عمر من مسجد البقاعي بجبل التاج إلى مقبرة سحاب.